# ヴルストゼンメル

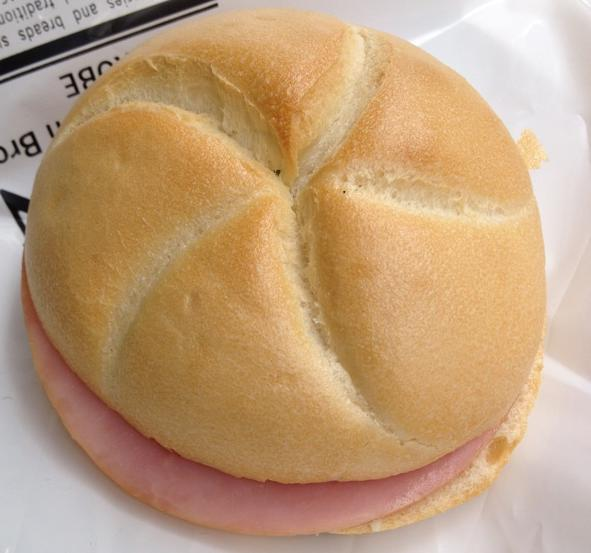
ヴルストゼンメル

ヴルストゼンメル（独: Wurstsemmel）とは、カイザーゼンメル（ウィーン発祥の丸いロールパン）にエクストラヴルスト（ボローニャソーセージに似たソーセージ）の薄切りを挟んだオーストリアのサンドイッチ。スライスチーズやピクルスを一緒に挟むことが多い。精肉店やスーパーマーケットのデリカテッセン等で売られている軽食である。

## その他
オーストリアの国民的人気テレビドラマ『REX～ウィーン警察シェパード犬刑事』（原題：Kommissar Rex）において、主人公の警察犬レックスとウィーン警察殺人課の刑事たちがヴルストゼンメルを食べたり奪い合ったりする場面は、ドラマの「お約束」的な名物シーンとして親しまれた。